# Райхерт, Таня
Та́ня Ра́йхерт (англ. Tanja Reichert; 19 сентября 1980, Ванкувер, Британская Колумбия, Канада) — канадская актриса.

## Биография
Таня Райхерт родилась в Ванкувере, Британская Колумбия, в семье немецкого происхождения. У неё есть сестра, актриса Ребекка Райхерт (бывшая жена актёра Райана Роббинса), и племянница (род. в феврале 2004).
Райхерт начала играть, когда ей было 15 лет, и впервые появилась на телевидении в 17 лет в двух эпизодах телесериала «На волне успеха»; с тех пор она появилась во многих других фильмах и сериалах.
Райхерт наиболее известна своей ролью в телесериале «Охотники за древностями», в котором сыграла ассистента Сидни Фокс, Карен Петруски, в финальном третьем сезоне.

## Избранная фильмография
| Год       |   | Русское название                  | Оригинальное название                 | Роль                       |
| --------- | - | --------------------------------- | ------------------------------------- | -------------------------- |
| 1997—1999 | с | Полтергейст: Наследие             | Poltergeist: The Legacy               | Салли / Сюзанн             |
| 1998      | с | Тысячелетие                       | Millennium                            | Руби Дал                   |
| 1998      | с | Первая волна                      | First Wave                            | Никки                      |
| 2000      | ф | Очень страшное кино               | Scary Movie                           | Мисс Конгениальность       |
| 2000      | ф | Ханжа                             | Sanctimony                            | Ив                         |
| 2000      | с | Семь дней                         | Seven Days                            | Мелисса Торборг            |
| 2001—2002 | с | Охотники за древностями           | Relic Hunter                          | Карен Петруски             |
| 2003      | ф | Блондинка в законе 2              | Legally Blonde 2: Red, White & Blonde | Сестра Дельта Ну           |
| 2003      | с | C.S.I.: Место преступления Майами | CSI: Miami                            | Хезер Бартон               |
| 2004      | ф | Клуб ужасов                       | Club Dread                            | Келли                      |
| 2005      | ф | Поцелуй навылет                   | Kiss Kiss Bang Bang                   | Актриса фильма категории B |
| 2005      | с | Отчаянные домохозяйки             | Desperate Housewives                  | Эллисон                    |
| 2006      | ф | Стильные штучки                   | Bottoms Up                            | Девушка на вечеринке № 1   |
| 2009      | с | Секс в другом городе              | The L Word                            | Подруга из свиты № 1       |
| 2009      | с | Ясновидец                         | Psych                                 | Энн                        |